# Швейцарски немски език
Швейцарски немски език (на немски: Schweizerdeutsch, Schwizerdütsch или Schwiizertüütsch) е сборно понятие за говорените в немскоговорещата част на Швейцария алемански диалекти.

## Езиковедски поглед
От езиковедска гледна точка не съществуват езикови граници между алеманските диалекти в немскоговореща Швейцария и другите райони, където те се говорят (Елзас, Баден-Вюртемберг, Форарлберг, Лихтенщайн и др.), а става въпрос за диалектен континуум. От прагматична гледна точка разликата между тях е, че в Швейцария немско-алеманските диалекти са основна говорима форма, поради отсъствието на стандартен („книжовен“) швейцарски немски език.
Немско-алеманският диалектен континуум в Швейцария се състои от стотици диалекти. Поради специфичната топография (планински релеф с множество врязани основни и странични долини, характеризиращи се с голяма изолираност и слаба мобилност на населението до началото на 20 век), местните диалекти дотолкова се различават един от друг, че и говорещите ги срещат трудности във взаимното си разбиране. Най-мъчен за разбиране (включително и от всички останали, говорещи швейцарски диалекти) е валиския немски (говорим в кантон Вале).